# Miranda Hart
Pour les articles homonymes, voir Hart.
Miranda Hart, née le 14 décembre 1972 à Torquay dans le Devon, est une actrice, comédienne et écrivaine britannique.

## Biographie

### Jeunesse et formation
Miranda Hart naît le 14 décembre 1972 à Torquay, Devon, elle est la fille de David Hart Dyke (en), commandant du HMS Coventry et Diana Margaret Luce, elle a une plus jeune sœur Alice Louisa Hart Dyke. Elle est issue d'un milieu aristocratique, mais ne se considère pas comme appartenant à la classe supérieure.
Elle a grandi à Petersfield, dans le Hampshire et a fait ses études à Downe House, près de Thatcham, dans le Berkshire, un internat indépendant pour filles Elle a fréquenté l'Université de l'Ouest de l'Angleterre, à Bristol, où elle a obtenu un diplôme de sciences politiques avec un ratio de 2:1. Elle a ensuite suivi un cours de troisième cycle en art dramatique à l'Academy of Live and Recorded Arts (en).
Hart a commencé à écrire pour le Edinburgh Fringe Festival et à faire des apparitions dans certaines sitcoms britanniques comme Hyperdrive et Not Going Out (en).
Miranda Hart a atteint un public plus large avec son émission semi-autobiographique BBC sitcom Miranda, qui s'inspire de sa précédente série radiophonique BBC.
La sitcom télévisée a été diffusée pendant trois saisons et plusieurs émissions spéciales de Noël de 2009 à 2015, et lui a valu 3 Royal Television Society awards, 4 British Comedy Awards and 4 nominations au BAFTA . En 2012, elle commence à apparaître dans la série dramatique de la BBC Call the Midwife en tant que Camilla "Chummy" Fortescue-Cholmondeley-Browne. Elle fait ses débuts à Hollywood dans le film de Paul Feig'Spy (2015) en tant qu'acolyte de Melissa McCarthy Nancy B. Artingstall.
En 2017, Hart a animé Royal Variety Performance en présence du duc et de la duchesse de Cambridge, ce qui fait d'elle la première présentatrice féminine en solo depuis 105 ans.
Miranda Hart mesure plus d’un mètre quatre-vingt cinq.

### Carrière
Avant que sa propre série ne soit commandée, Hart a fait des apparitions dans diverses sitcoms britanniques. Dans Not Going Out (en), elle est d'abord apparue en tant qu'acupuncteur. Cependant, sa performance a tellement impressionné les producteurs qu'ils lui ont écrit un rôle régulier dans le rôle de Barbara, une nettoyeuse sarcastique et maladroite. Elle a continué à jouer ce rôle jusqu'à la production de Miranda en 2009
Elle a été nommée pour un British Comedy Award pour son rôle de Teal dans deux séries de la comédie télévisée de science-fiction de la BBC, Hyperdrive (en), qui s'est déroulée de janvier 2006 à août 2007.
Elle a également joué des rôles encore plus modestes dans French and Saunders, Jours tranquilles à Corfou (en), Nighty_Night (en), Absolutely Fabulous, The Vicar of Dibley en tant que programmeur de speed-date, Lead Balloon (en), William et Mary, Smack the Pony (en) (pour lequel elle a écrit et joué dans quelques sketches et un certain nombre de journaux vidéo), Stupid ! (en), Monday Monday (en) en tant que Tall Karen, et en tant que chauffeur de minicabine dans la comédie Ange (Byzance) de Channel 5, qui a été diffusée pendant 6 épisodes.
Miranda Hart a atteint un public plus large avec son émission semi-autobiographique BBC sitcom Miranda, qui s'inspire de sa précédente série radiophonique BBC
Miranda Hart est surtout connue pour sa performance dans sa sitcom éponyme, pensée par elle-même et semi-autobiographique Miranda diffusée en 2009 sur BBC 2. La sitcom présente également Sarah Hadland, Tom Ellis,Patricia Hodge, James Holmes (en) et Sally Phillips. La série est basée sur l'écriture semi-autobiographique de Miranda Hart et a suivi un pilote de télévision et la comédie de la BBC Radio 2 Miranda Hart's Joke Shop.Décrite comme une sitcom "à l'ancienne", elle a reçu des commentaires positifs de la part des critiques et Hart a remporté le prix 2009 de Royal Television Society pour sa performance comique pour son rôle dans la première série.
Une deuxième série a été commandée et le tournage a commencé à la mi-2010. La série a commencé à être diffusée sur BBC Two et BBC HD le 15 novembre 2010. Une troisième série a commencé à être diffusée à partir du 26 décembre 2012 sur BBC One. Des rediffusions de la série ont commencé à être diffusées sur UKTV Gold.
Elle a également présenté une émission de la BBC sur l'année 2009 intitulée 2009 Unwrapped with Miranda Hart. Une émission similaire sur l'année 2010 a également été diffusée en décembre 2010. En 2014, elle a annoncé que sa sitcom Miranda prendrait fin après deux derniers épisodes qui devaient être diffusés en décembre 2014.
Elle a été l'invitée de Have I Got News for You (en) en octobre 2009, en décembre 2010 et en décembre 2011. Le 27 décembre, elle a fait partie de l'équipe du Big Fat Quiz 2011, un quiz sur les événements de cette année-là présenté par Jimmy Carr, aux côtés de David Walliams (équipe bleue). En tant que fan de la série, Hart a également participé à deux reprises à l'émission Strictly Come Dancing : It Takes Two. Le lendemain de Noël 2011, elle est apparue dans un épisode de Bear Grylls' Wild Weekend.
Elle a également fait une tournée dans les Alpes avec Bear Grylls dans un spectacle avec lui en mars 2013. Elle est apparue sept fois dans le Graham Norton Show (en), le 10 mai et le 3 décembre 2010, le 29 avril 2011, le 19 octobre 2012, le 20 décembre 2013, le 24 octobre 2014 et le 8 mai 2015. En janvier 2013, Hart est apparue dans la salle 101 avec Reggie Yates et John Craven.
En 2012, Hart a commencé à apparaître dans la série Call the Midwife de la BBC One, où elle incarne le personnage de "Camilla 'Chummy' Fortescue-Cholmondeley-Browne".
Dans le cadre des célébrations du 60e anniversaire du diamant, Miranda Hart a co-présenté un certain nombre de segments au concert du jubilé de diamant en 2012. En 2013, Hart a présenté une émission d'entretiens ponctuels avec son héros Bruce Forsyth intitulée When Miranda Met Bruce.
En décembre 2013, Hart est apparu dans l'adaptation cinématographique de David Walliams de son livre Gangsta Granny. Elle jouait le rôle de Linda, la mère de Ben. Toujours en décembre 2013, elle était en lice pour jouer dans To Love, Honour and Betray (Till Divorce Do Us Part]), la version télévisée du roman de Kathy Lette.
En décembre 2017, Hart a participé à l'émission "Celebrity Send To All" dans la troisième série du "Big Show" de Michael McIntyre (en).
Une émission spéciale pour les 10 ans de Miranda, filmée au Palladium de Londres en 2019 et décrite par Hart comme "une fête (pas un nouvel épisode)"[28], diffusée sur BBC One le 1er janvier 2020,

### Cinéma
Hart a joué un caméo dans le long métrage de David Baddiel, The Infidel, et est apparue dans World of Wrestling, un court métrage de Tim Plester (en), dans lequel elle jouait "Klondyke Kate", un lutteuse présenté comme "l'enfer dans les bottes". Le film est sorti fin 2007 en même temps que les courts-métrages Blakes Junction 7 et Ant Muzak qui l'accompagnent.
Hart a fait une apparition remarquée en tant qu'agent de prêt dans le film comique Magiciens (en) de 2007 qui mettait en scène David Mitchell et Robert Webb, tous deux stars de la série télévisée Peep Show, qui existe depuis longtemps.

En 2013, sort 12 in a Box, un long métrage dans lequel Hart joue un petit rôle qui avait été réalisé en 2007[31]. En 2015, elle joue dans le film comique Spy, qui a été tourné à Budapest, en Hongrie. En 2020, Hart joue le rôle de la "bavarde inoffensive" Miss Bates dans le film d'adaptation de Jane Austen Emma, aux côtés d'Anya Taylor-Joy et de Bill Nighy.

### Radio
Sa série semi-autobiographique Miranda Hart's Joke Shop a été diffusée sur BBC Radio 2 en 2008[34] et a ensuite été développée pour devenir la série télévisée Miranda.
Miranda Hart a également présenté des émissions spéciales comiques pour le réseau aux côtés de Jon Holmes (en). En octobre 2011, elle a attiré les critiques après avoir co-animé avec Holmes The Chris Evans Breakfast Show (en) pendant les vacances de Chris Evans. Le site web Digital Spy a rapporté que certains auditeurs n'étaient pas satisfaits de la qualité du programme. La BBC a réagi en publiant une déclaration affirmant que "Miranda Hart est l'une des comédiennes les plus appréciées du Royaume-Uni et BBC Radio 2 a jugé opportun de faire profiter son public de sa chaleur pendant une semaine. Jon Holmes est un présentateur très expérimenté de BBC Radio 6 Music [...] BBC Radio 2 apprécie que sa présentation ne soit pas au goût de tous, mais estime qu'il est important de pouvoir faire appel à de nouveaux talents et espère que son public comprendra l'importance de maintenir un large éventail de contenus sur le réseau".

### Spectacles en direct
Évitant le circuit normal du stand-up pour des comédies plus axées sur les personnages, notamment une apparition dans le spectacle d'Édimbourg et en tournée The Sitcom Trials (en), Hart a écrit son propre matériel de théâtre pour le Fringe d'Édimbourg. Elle a notamment joué dans Miranda Hart - Throbs, It's All About Me et House Party de Miranda Hart[37][38]. Elle a également joué dans la pièce Cruising au Bush théâtre d'Alecky Blythe (en) en 2006[39].
Elle était parmi les artistes du concert du jubilé de diamant qui s'est tenu devant le palais de Buckingham le 4 juin 2012.
Hart a entamé sa première tournée en 2014, intitulée My What I Call, Live Show, en se produisant dans des arènes au Royaume-Uni et en Irlande. Les billets ont été mis en vente le 17 décembre 2012.

### Comic Relief
Miranda Hart a été la deuxième concurrente à être éliminée de la troisième série de Comic Relief does Fame Academy en 2007[42]. Deux ans plus tard, elle est apparue dans le sketch final du duo comique French and Saunders, qui a été diffusé lors de la Journée du Nez Rouge 2009. En 2010, avec six autres célébrités de la télévision, elle a récolté plus d'un million de livres sterling pour l'association caritative Sport Relief (en) en faisant du vélo de John O'Groats à Land's End. Elle a joué le rôle de juge dans les séries deux et trois de Let's Dance for Comic Relief, aux côtés d'autres juges invités dont Kelly Brook, Rufus Hound (en) et Louie Spence (en) en 2010 et 2011.
Au profit de Comic Relief, un mini-épisode Miranda se déroulant dans l'univers des Pineapple Dance Studios (en) a été diffusé le 18 mars dans le cadre du Red Nose Day 2011. Elle a participé à une édition du Red Nose Day de Celebrity MasterChef (en) en 2011, qu'elle a remporté. Elle a également co-présenté Sport Relief 2012 (en), qui s'est terminé par une danse à moitié nue avec son collègue comédien David Walliams sur la Dancing Queen d'ABBA[44]. Elle a également fait don d'un script Miranda signé qui sera vendu aux enchères au profit de Comic Relief.

### Scène
Il a été révélé en février 2017 que Hart jouerait le rôle de "Miss Hannigan" dans la production d'Annie  dans le West End 

### Livres
Hart a publié un livre en octobre 2012 intitulé Is It Just Me ? En janvier 2013, il a été annoncé qu'elle écrivait un deuxième livre, intitulé Peggy and Me, qui devait être publié le 9 octobre 2014, mais qui a été repoussé à 2015 et finalement publié en octobre 2016. En partenariat avec Comic Relief, Hart a publié en 2017 un livre intitulé Miranda Hart's Daily Dose of Such Fun ! qui propose au lecteur de faire quelque chose d'unique chaque jour de l'année. Toujours en 2017, elle a publié The Girl with the Lost Smile, qui est sorti en octobre.

## Vie privée
Hart est chrétienne ; elle a dit un jour à sa collègue théiste Victoria Coren Mitchell : « C'est effrayant de dire que vous êtes pro-Dieu ».
Elle vit à Hammersmith, dans l'ouest de Londres.
Au début de la vingtaine, Miranda Hart a passé un essai infructueux chez les Queens Park Rangers Ladies ; elle l'a révélé lors de l'émission Would I Lie to You. Lors d'une émission spéciale en exclusivité sur le BBC Red Button, sa première invitée était son amie Clare Balding (en), qui était la chef de classe de leur école.
Elle a récemment ouvert une boutique The Miranda Shop issu de la série Miranda dont les bénéfices sont distribués aux associations qui s'occupent des maladies chroniques.Tous les produits de la boutique Miranda reflètent et soutiennent ces valeurs et sont basés sur des phrases bien-aimées du travail de Miranda.

## Filmographie

### Cinéma
- 2015 : Spy de Paul Feig : Nancy
- 2018 : Casse-Noisette et les Quatre Royaumes (The Nutcracker and the Four Realms) de Lasse Hallström et Joe Johnston : La Fée de la goutte de rosée
- 2020 : Emma. de Autumn de Wilde : Miss Bates

### Télévision
- 2004 : Absolutely Fabulous : Yoko - 1 épisode
- 2006-2009 : Not Going Out (en) : Barbara
- 2009-2015 : Miranda - 20 épisodes : Miranda
- 2012-2015 : Call the Midwife - 22 épisodes : Camilla "Chummy" Fortescue-Cholmondeley-Browne

## Publications
- (en) Is It Just Me?, Hodder & Stoughton, 2012, 336 p. (ISBN 1444734172, présentation en ligne)
- (en) The Best of Miranda, Hodder & Stoughton, 2014, 320 p. (ISBN 1444799363, présentation en ligne)
- (en) Peggy and Me, Hodder & Stoughton, 2016, 304 p. (ISBN 1444769162, présentation en ligne)
- (en) Miranda Hart's Daily Dose of Such Fun, Hodder & Stoughton, 2017, 208 p. (ISBN 147366456X, présentation en ligne)
- (en) The Girl with the Lost Smile, Hodder Children's Books, 2017, 368 p. (ISBN 1444941380, présentation en ligne)

## Distinctions

### Nominations
- British Academy Television Awards 2013 : meilleure performance féminine dans un rôle comique pour Miranda